# Rejowinangun Utara
Rejowinangun Utara is een bestuurslaag in het regentschap Magelang van de provincie Midden-Java, Indonesië. Rejowinangun Utara telt 10.373 inwoners (volkstelling 2010).